# Stratiomys maculosa
Stratiomys maculosa är en tvåvingeart som först beskrevs av Friedrich Hermann Loew 1866.  Stratiomys maculosa ingår i släktet Stratiomys och familjen vapenflugor. Inga underarter finns listade i Catalogue of Life.

## Bildgalleri

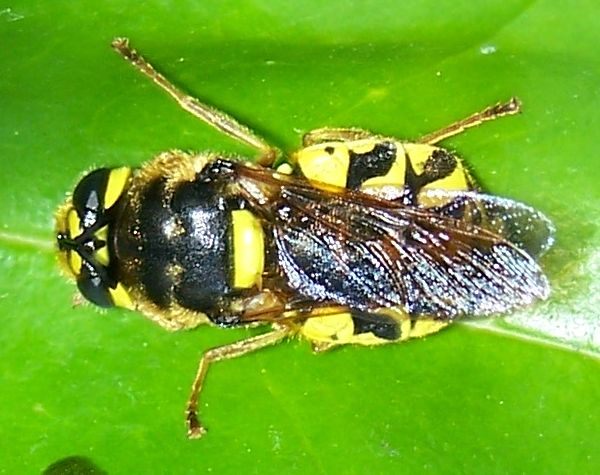
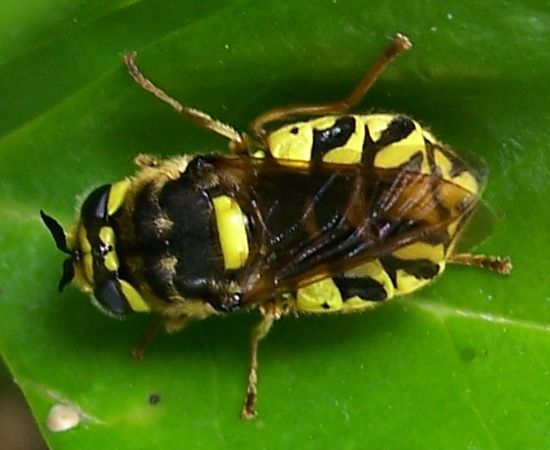
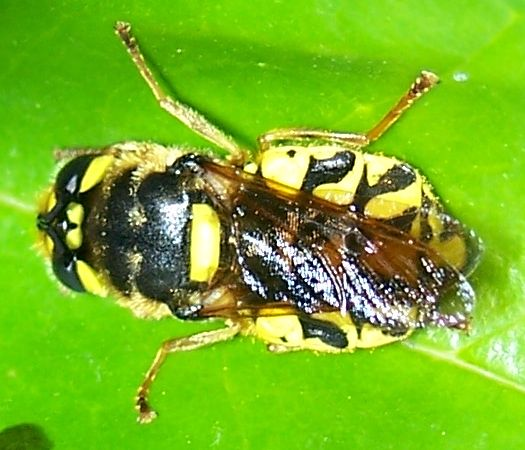